# JHR Developments

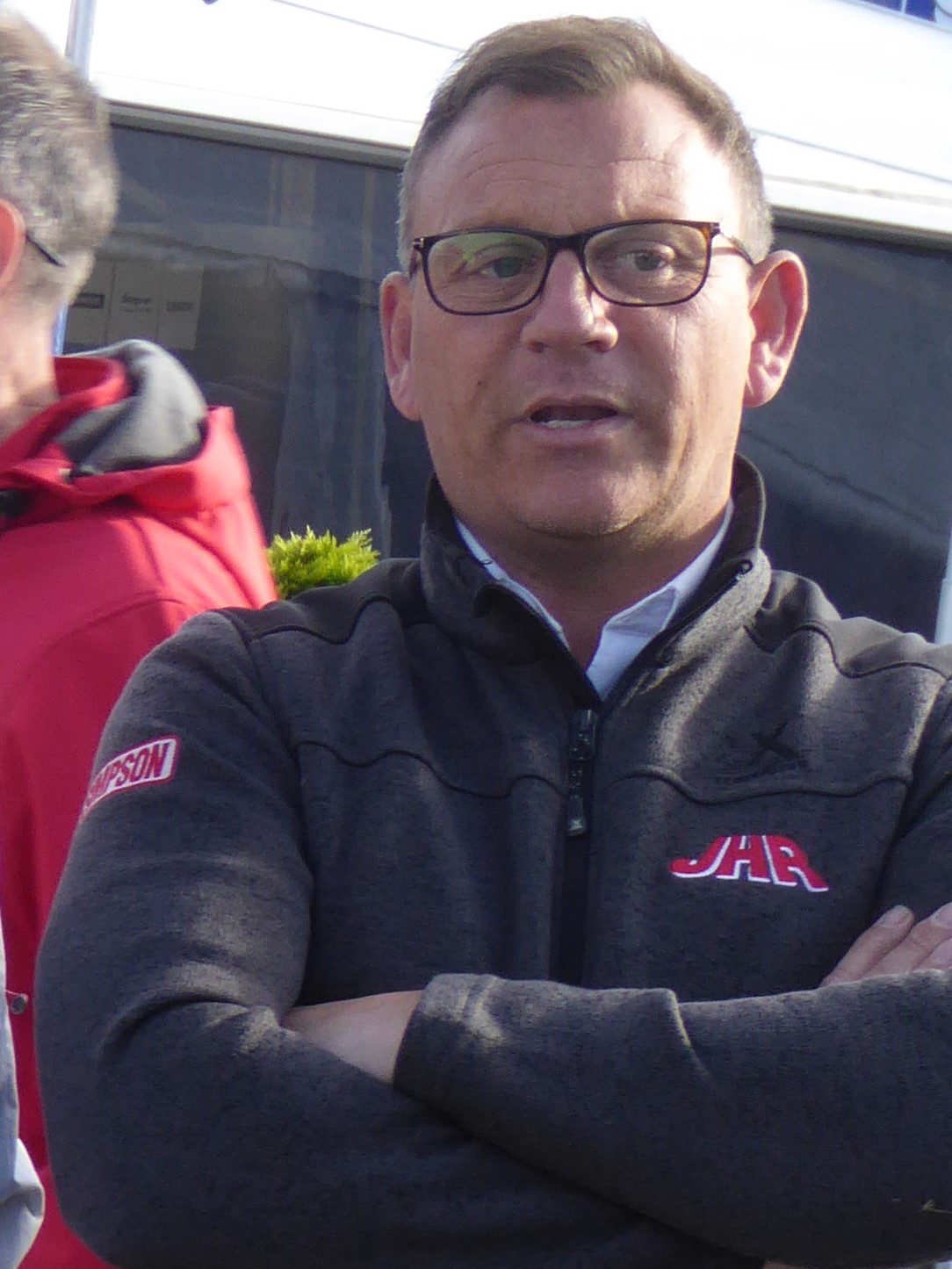
Team principal Steven Hunter at Knockhill in 2017.

JHR Developments est une écurie de sport automobile basée à Dronfield, dans le Derbyshire, au Royaume-Uni. Fondée en 1995, l'équipe a été créée pour permettre à Jamie Hunter de participer aux championnats de Formule Renault au Royaume-Uni et en Europe .
Ils participent actuellement au Championnat britannique de F4 et au Championnat GB3.
En plus de ses engagements actuels, l'équipe a également participé par le passé à de nombreuses séries de course britanniques, notamment la Ginetta Juniors, la Ginetta Supercup, la Renault Clio Cup, la MGF Cup, la Porsche Supercup, la Formule Renault 2.0 UK, le Britcar et le Seat Cupra Championship, entre autres.

## Histoire
L'équipe a été fondée en 1995 sous le nom de Jamie Hunter Racing pour accompagner la participation de Jamie Hunter à l'Eurocup Formula Renault (anciennement Formula Renault Eurocup) ainsi qu'au championnat Formula Renault 2.0 UK,. Le fondateur, Jamie Hunter (né le 16 février 1972), a participé à la saison 2001 de la Porsche Supercup, mais il est décédé le 3 juillet 2001 à la suite d'un accident de la route. Après le décès de Jamie Hunter, son frère cadet, Steven Hunter (actuel directeur de l'équipe), a repris les rênes et a rebaptisé l'équipe JHR, en référence à son nom d'origine. Comme l'équipe se concentre sur le développement des pilotes, elle a adopté son nom actuel, JHR Developments, à une date inconnue.

### Monoplaces

#### Formule 4
Au début, après la création de l’équipe, celle-ci a participé à deux séries de Formule Renault : l’Eurocup Formula Renault et la Formula Renault 2.0 UK. Vingt ans plus tard, en 2015, l’équipe a commencé à concourir en Formule 4, d'abord dans le championnat britannique, et elle continue de participer à ce championnat à ce jour. Pendant cette période, l’équipe a remporté tous les titres disponibles en 2021 : Pilote, Équipe et Débutant.
L'équipe a également participé à la saison 2022 dans deux championnats de F4 non britanniques : aux Émirats Arabes Unis (engagement à temps plein) et en Espagne (engagement à temps partiel), mais n'a pas réussi à marquer de points.

#### Championnat du Royaume-Uni de Formule 3
En novembre 2018, il a été annoncé que l'équipe participerait au Championnat GB3 (anciennement le Championnat de Formule 3 Britannique BRDC) à partir de la saison 2019. Cependant, l'équipe n'a pas pris part à une seule course lors de la saison 2019. Son premier véritable engagement a eu lieu en 2020, sur une base partielle, avec deux voitures. L'équipe n'a pas concouru lors de la saison 2021, bien qu'elle ait été inscrite parmi les équipes participantes mais revient dans le championnat pour la saison 2022,.

### Sports car racing
De 2006 à 2014, l'équipe a participé à la Renault Clio Cup Royaume-Uni (aujourd'hui Clio Cup Grande-Bretagne), une série de voitures de sport monomarque de niveau débutant. En mai 2010, l'équipe a rejoint le Championnat britannique de GT 2010 pour les deux courses de Knockhill dans la catégorie GTC. Sous le nom de Jamie Hunter Racing (nom original de l'équipe), elle a engagé une Porsche 997 GT3 Cup avec les pilotes britanniques Steven Hunter et Derek Pierce. L'équipe a remporté une victoire dans la catégorie, étant la seule voiture à concourir en GTC lors de cette manche (8e au classement général), en plus d'un abandon. L'équipe n'a pas participé à d'autres courses lors de la saison 2010 du British GT, et les deux pilotes de l'équipe, Hunter et Pierce, ont terminé à la 3e place dans la catégorie GTC.
En 2017, l'équipe a été suspendue de toute participation aux championnats de courses de voitures de sport organisés par Ginetta, car elle faisait l'objet d'une enquête.

## Championnats actuels

### Championnat de Grande-Bretagne de Formule 4
| Championnat de Grande-Bretagne de Formule 4 | Championnat de Grande-Bretagne de Formule 4 | Championnat de Grande-Bretagne de Formule 4 | Championnat de Grande-Bretagne de Formule 4 | Championnat de Grande-Bretagne de Formule 4 | Championnat de Grande-Bretagne de Formule 4 | Championnat de Grande-Bretagne de Formule 4 | Championnat de Grande-Bretagne de Formule 4 | Championnat de Grande-Bretagne de Formule 4 | Championnat de Grande-Bretagne de Formule 4 | Championnat de Grande-Bretagne de Formule 4 |
| Saison                                      | Voiture                                     | Pilote                                      | Course                                      | Vic.                                        | Poles                                       | M/Tours                                     | Podiums                                     | Points                                      | C.P                                         | C.C                                         |
| ------------------------------------------- | ------------------------------------------- | ------------------------------------------- | ------------------------------------------- | ------------------------------------------- | ------------------------------------------- | ------------------------------------------- | ------------------------------------------- | ------------------------------------------- | ------------------------------------------- | ------------------------------------------- |
| 2015                                        | Mygale M14-F4                               | Sennan Fielding                             | 30                                          | 3                                           | 0                                           | 1                                           | 11                                          | 300                                         | 4e                                          | 5e                                          |
| 2015                                        | Mygale M14-F4                               | Jack Butel                                  | 30                                          | 0                                           | 0                                           | 0                                           | 0                                           | 38                                          | 18e                                         | 5e                                          |
| 2016                                        | Mygale M14-F4                               | Sennan Fielding                             | 30                                          | 5                                           | 3                                           | 4                                           | 11                                          | 351                                         | 2e                                          | 3e                                          |
| 2016                                        | Mygale M14-F4                               | Billy Monger                                | 27                                          | 0                                           | 1                                           | 1                                           | 3                                           | 78                                          | 12e                                         | 3e                                          |
| 2016                                        | Mygale M14-F4                               | Jack Butel                                  | 27                                          | 0                                           | 0                                           | 0                                           | 0                                           | 14                                          | 18e                                         | 3e                                          |
| 2017                                        | Mygale M14-F4                               | Manuel Sulaimán                             | 21                                          | 0                                           | 0                                           | 0                                           | 1                                           | 43                                          | 13e                                         | 5e                                          |
| 2017                                        | Mygale M14-F4                               | Billy Monger                                | 6                                           | 0                                           | 0                                           | 0                                           | 2                                           | 44                                          | 12e                                         | 5e                                          |
| 2017                                        | Mygale M14-F4                               | Harry Dyson                                 | 6                                           | 0                                           | 0                                           | 0                                           | 0                                           | 0                                           | 23rd                                        | 5e                                          |
| 2018                                        | Mygale M14-F4                               | Ayrton Simmons                              | 30                                          | 4                                           | 3                                           | 3                                           | 12                                          | 374                                         | 2e                                          | 3e                                          |
| 2018                                        | Mygale M14-F4                               | Manuel Sulaimán                             | 30                                          | 0                                           | 0                                           | 0                                           | 0                                           | 95                                          | 9th                                         | 3e                                          |
| 2018                                        | Mygale M14-F4                               | Josh Skelton                                | 30                                          | 0                                           | 0                                           | 0                                           | 0                                           | 84                                          | 10e                                         | 3e                                          |
| 2019                                        | Mygale M14-F4                               | Josh Skelton                                | 30                                          | 2                                           | 0                                           | 4                                           | 14                                          | 326.5                                       | 4e                                          | 2e                                          |
| 2019                                        | Mygale M14-F4                               | Carter Williams                             | 30                                          | 3                                           | 0                                           | 1                                           | 6                                           | 230                                         | 7th                                         | 2e                                          |
| 2019                                        | Mygale M14-F4                               | Alex Walker                                 | 12                                          | 0                                           | 0                                           | 0                                           | 0                                           | 17                                          | 14th                                        | 2e                                          |
| 2020                                        | Mygale M14-F4                               | James Hedley                                | 27                                          | 4                                           | 4                                           | 7                                           | 7                                           | 249                                         | 5e                                          | 4e                                          |
| 2020                                        | Mygale M14-F4                               | Abbi Pulling                                | 27                                          | 0                                           | 0                                           | 0                                           | 4                                           | 191.5                                       | 6th                                         | 4e                                          |
| 2020                                        | Mygale M14-F4                               | Nathanael Hodgkiss                          | 12                                          | 0                                           | 0                                           | 0                                           | 0                                           | 8                                           | 15e                                         | 4e                                          |
| 2021                                        | Mygale M14-F4                               | Matthew Rees                                | 30                                          | 4                                           | 7                                           | 4                                           | 10                                          | 331                                         | 1er                                         | 1er                                         |
| 2021                                        | Mygale M14-F4                               | McKenzy Cresswell                           | 29                                          | 6                                           | 4                                           | 6                                           | 11                                          | 305                                         | 3e                                          | 1er                                         |
| 2021                                        | Mygale M14-F4                               | Joseph Loake                                | 30                                          | 3                                           | 0                                           | 3                                           | 5                                           | 199                                         | 6th                                         | 1er                                         |
| 2021                                        | Mygale M14-F4                               | Abbi Pulling                                | 18                                          | 0                                           | 0                                           | 0                                           | 3                                           | 97                                          | 14th                                        | 1er                                         |
| 2021                                        | Mygale M14-F4                               | Dougie Bolger †                             | 30                                          | 1                                           | 0                                           | 0                                           | 1                                           | 79                                          | 15e                                         | 1er                                         |
| 2022                                        | Tatuus F4-T421                              | Joseph Loake                                | 30                                          | 4                                           | 2                                           | 4                                           | 9                                           | 271                                         | 5e                                          | 3e                                          |
| 2022                                        | Tatuus F4-T421                              | Georgi Dimitrov                             | 30                                          | 3                                           | 0                                           | 0                                           | 6                                           | 197                                         | 8th                                         | 3e                                          |
| 2022                                        | Tatuus F4-T421                              | Noah Lisle                                  | 30                                          | 0                                           | 0                                           | 0                                           | 1                                           | 47                                          | 13e                                         | 3e                                          |
| 2023                                        | Tatuus F4-T421                              | Deagen Fairclough                           | 30                                          | 3                                           | 0                                           | 6                                           | 8                                           | 296                                         | 3e                                          | 3e                                          |
| 2023                                        | Tatuus F4-T421                              | Sonny Smith                                 | 20                                          | 2                                           | 0                                           | 0                                           | 2                                           | 69                                          | 16th                                        | 3e                                          |
| 2023                                        | Tatuus F4-T421                              | Tom Mills                                   | 3                                           | 0                                           | 0                                           | 0                                           | 0                                           | 0                                           | 26th                                        | 3e                                          |
| 2024                                        | Tatuus F4-T421                              | Leo Robinson                                | 30                                          | 3                                           | 0                                           | 1                                           | 6                                           | 164                                         | 6th                                         | 3e                                          |
| 2024                                        | Tatuus F4-T421                              | Ella Lloyd                                  | 26                                          | 0                                           | 0                                           | 0                                           | 4                                           | 99                                          | 11e                                         | 3e                                          |
| 2024                                        | Tatuus F4-T421                              | Joel Bergström                              | 11                                          | 0                                           | 0                                           | 0                                           | 0                                           | 41                                          | 17th                                        | 3e                                          |
| 2024                                        | Tatuus F4-T421                              | Chloe Chong                                 | 30                                          | 0                                           | 0                                           | 0                                           | 0                                           | 16                                          | 24th                                        | 3e                                          |
| 2024                                        | Tatuus F4-T421                              | Harri Reynolds                              | 2                                           | 0                                           | 0                                           | 0                                           | 0                                           | 12                                          | 25th                                        | 3e                                          |

### BRDC British Formula 3 Championship / Championnat du Royaume-Uni de Formule 3 (GB3)
| Saison | Voiture                 | Pilote               | Course | Vic. | Poles | M/Tours | Podiums | Points | C.P  | C.C |
| ------ | ----------------------- | -------------------- | ------ | ---- | ----- | ------- | ------- | ------ | ---- | --- |
| 2020   | Tatuus-Cosworth BF3-020 | Ayrton Simmons†      | 7      | 2    | 2     | 1       | 4       | 124    | 17th | N/A |
| 2020   | Tatuus-Cosworth BF3-020 | Carter Williams      | 10     | 0    | 0     | 0       | 0       | 73     | 18th | N/A |
| 2020   | Tatuus-Cosworth BF3-020 | Max Marzorati†       | 13     | 0    | 0     | 0       | 0       | 55     | 21st | N/A |
| 2022   | Tatuus-Cosworth MSV-022 | Matthew Rees         | 24     | 1    | 1     | 2       | 3       | 314.5  | 6th  | 8th |
| 2022   | Tatuus-Cosworth MSV-022 | James Hedley‡        | 21     | 0    | 0     | 0       | 1       | 156    | 17th | 8th |
| 2023   | Tatuus-Cosworth MSV-022 | Joseph Loake         | 23     | 4    | 3     | 3       | 8       | 417    | 3e   | 1er |
| 2023   | Tatuus-Cosworth MSV-022 | Matthew Rees         | 23     | 1    | 3     | 2       | 6       | 370    | 5e   | 1er |
| 2023   | Tatuus-Cosworth MSV-022 | David Morales        | 23     | 0    | 0     | 0       | 0       | 178    | 13e  | 1er |
| 2024   | Tatuus-Cosworth MSV-022 | John Bennett         | 23     | 3    | 3     | 5       | 11      | 456    | 2e   | 4e  |
| 2024   | Tatuus-Cosworth MSV-022 | Patrick Heuzenroeder | 23     | 0    | 0     | 0       | 1       | 189    | 12e  | 4e  |
| 2024   | Tatuus-Cosworth MSV-022 | Josh Irfan           | 23     | 0    | 0     | 0       | 1       | 138    | 16th | 4e  |

† Simmons et Marzorati ont aussi courru pour Chris Dittmann Racing.

## Anciens championnats

### Championnat Ginetta Junior
| Saison | N° | Pilote            | Course | Vic. | Poles | M/Tours | Podiums | Points | C.P      |
| ------ | -- | ----------------- | ------ | ---- | ----- | ------- | ------- | ------ | -------- |
| 2011   | 33 | Ollie Chadwick    | 18     | 0    | 0     | 0       | 0       | 144    | 15e      |
| 2011   | 34 | Christie Doran    | 2      | 0    | 0     | 0       | 0       | 8      | 21e      |
| 2012   | 3  | Sennan Fielding   | 20     | 5    | 3     | 5       | 10      | 481    | 2e       |
| 2012   | 33 | Ollie Chadwick    | 20     | 1    | 2     | 0       | 2       | 319    | 7e       |
| 2013   | 33 | Ollie Chadwick    | 20     | 2    | 2     | 4       | 9       | 394    | 4e       |
| 2013   | 55 | Jamie Chadwick    | 20     | 0    | 0     | 0       | 0       | 221    | 10e      |
| 2014   | 19 | Jack Mitchell     | 20     | 7    | 7     | 5       | 11      | 513    | Champion |
| 2014   | 27 | Alex Sedgwick     | 20     | 0    | 0     | 0       | 0       | 240    | 10e      |
| 2014   | 45 | Dan Zelos         | 20     |      |       |         |         |        |          |
| 2014   | 55 | Jamie Chadwick    | 20     |      |       |         |         |        |          |
| 2014   | 66 | Senna Proctor     | 20     | 0    | 0     | 1       | 1       | 186    | 12e      |
| 2015   | 23 | Billy Monger      |        |      |       |         |         |        |          |
| 2015   | 33 | Esmee Hawkey      |        |      |       |         |         |        |          |
| 2015   | 45 | Dan Zelos         |        |      |       |         |         |        |          |
| 2015   | 66 | Senna Proctor     |        |      |       |         |         |        |          |
| 2015   | 77 | Sebastian Perez   |        |      |       |         |         |        |          |
| 2015   | 99 | Rowan Bailey      |        |      |       |         |         |        |          |
| 2016   | 11 | Sebastian Priaulx |        |      |       |         |         |        |          |
| 2016   | 26 | Cameron Roberts   |        |      |       |         |         |        |          |
| 2016   | 29 | Harry Dyson       |        |      |       |         |         |        |          |
| 2016   | 30 | Dhyllan Skiba     |        |      |       |         |         |        |          |
| 2016   | 46 | Jenson Dineen     |        |      |       |         |         |        |          |
| 2016   | 50 | Geri Nicosia      |        |      |       |         |         |        |          |
| 2016   | 64 | Olli Caldwell     |        |      |       |         |         |        |          |
| 2016   | 77 | Sebastian Perez   |        |      |       |         |         |        |          |
| 2016   | 83 | Kyle Hornby       |        |      |       |         |         |        |          |
| 2017   | 11 | Sebastian Priaulx | 26     | 7    |       |         |         | 627    | 2e       |
| 2017   | 23 | Tom Gamble        | 25     | 8    |       |         |         | 654    | Champion |
| 2017   | 29 | Harry Dyson       | 17     |      |       |         |         | 209    | 12e      |
| 2017   | 46 | Jenson Dineen     | 12     |      |       |         |         | 76     | 18e      |
| 2017   | 54 | Adam Smalley      | 26     |      |       |         | 1       | 377    | 7e       |
| 2017   | 72 | Matt Luff         | 26     |      |       |         |         | 173    | 15e      |

### Ginetta GT4 Supercup
| Saison | N° | Pilote          | Course | Vic. | Poles | M/Tours | Podiums | Points | C.P      |
| ------ | -- | --------------- | ------ | ---- | ----- | ------- | ------- | ------ | -------- |
| 2011   | 6  | Stefan Hodgetts | 5      | 1    | 0     | 0       | 3       | 91     | 12e      |
| 2011   | 14 | Lee Pattison    | 6      | 0    | 0     | 0       | 0       | 106    | 11e      |
| 2011   | 60 | David McDonald  | 2      | 0    | 0     | 0       | 0       | 26     | 20e      |
| 2012   | 80 | Tom Ingram      | 26     | 6    | 7     | 6       | 17      | 658    | 3e       |
| 2012   | 95 | Marcus Hoggarth | 26     | 0    | 1     | 0       | 0       | 270    | 10e      |
| 2013   | 25 | Pepe Massot*    | 7      | 0    | 0     | 0       | 4       | 492*   | 5e       |
| 2013   | 80 | Tom Ingram      | 25     | 11   | 11    | 15      | 22      | 763    | Champion |
| 2013   | 95 | Marcus Hoggarth | 23     | 0    | 0     | 0       | 0       | 221    | 12e      |
| 2013   | 99 | Rob Boston      | 27     | 2    | 2     | 2       | 7       | 514    | 4e       |
| 2014   | 25 | Pepe Massot     | 11     | 1    | 0     | 0       | 2       | 176    | 11e      |
| 2014   | 41 | Carl Boardley   | 10     | 0    | 0     | 0       | 0       | 90     | 15e      |
| 2014   | 45 | Josh Wakefield  | 3      | 0    | 0     | 0       | 0       | 19     | 28e      |

*Points partagé avec d'autres écuries

## Timeline
| Championnats actuels                             | Championnats actuels |
| ------------------------------------------------ | -------------------- |
| Championnat de Grande-Bretagne de Formule 4      | 2015–present         |
| Championnat du Royaume-Uni de Formule 3          | 2020, 2022–present   |
| Anciens championnats                             |                      |
| Championnat SEAT Cupra                           | 2008                 |
| Championnat Ginetta Junior                       | 2011–2017            |
| Ginetta GT4 Supercup                             | 2011–2015, 2017      |
| Championnat des Émirats arabes unis de Formule 4 | 2022                 |
| Championnat d'Espagne de formule 4               | 2022                 |